# Hybolasius gracilipes
Hybolasius gracilipes är en skalbaggsart som beskrevs av Thomas Broun 1903. Hybolasius gracilipes ingår i släktet Hybolasius och familjen långhorningar. Inga underarter finns listade i Catalogue of Life.